# Mu Crucis
Mu Crucis (μ Crucis / μ Cru) es una estrella binaria en la constelación de la Cruz del Sur cuyas componentes están separadas 34,9 segundos de arco y se pueden resolver con binoculares o con un telescopio pequeño. Su magnitud aparente conjunta es de +3,7. Se encuentra a unos 370 años luz de distancia del sistema solar.
El sistema estelar de Mu Crucis está formado por dos estrellas azules calientes de tipo espectral B, denominadas Mu1 y Mu2. Aunque están tan separadas que no se ha observado movimiento orbital, su movimiento común a través del espacio no ofrece dudas en cuanto a su relación física.
Mu1 Crucis (HD 112092 / HR 4898) está clasificada como B2IV-V, es decir, es una estrella subgigante o una estrella de la secuencia principal. De acuerdo al profesor Jim Kaler, se trata de una estrella muy joven que se acaba de incorporar a la secuencia principal y está comenzando la combustión del hidrógeno en helio en su interior. Su temperatura superficial es de 22.800 K y es 2400 veces más luminosa que el Sol.
Mu2 Crucis (HD 112091 / HR 4899) es una estrella de tipo B5Vne más fría que su compañera —16.500 K— y con una luminosidad 425 veces mayor que la del Sol. Aunque clasificada como una binaria X de gran masa, posteriormente se ha visto que no hay emisión de rayos X ni contiene un objeto compacto característico de este tipo de sistemas. Su alta velocidad de rotación, unos 238 km/s, es consistente con su clasificación como estrella Be, un tipo de estrellas en cuyo espectro se observan líneas de hidrógeno provenientes de un disco circunestelar que existe en torno a ellas.